# Fornaciet
Het mineraal fornaciet is een zeldzame loodkoperchromaatarsenaathydroxide met als chemische formule Pb2Cu(CrO4)(AsO4)(OH). Soms komt een fosfaation voor in plaats van een arsenaat. Fornaciet vormt groene tot gele en transparante tot doorschijnende kristallen met een monoklien tot prismatisch kristalrooster. De hardheid is 2,3 en het soortelijk gewicht 6,27.
Fornaciet werd voor het eerst beschreven in 1915 en is genoemd naar Lucien Lewis Forneau (1867 - 1930), gouverneur van Frans Congo. De typelocatie is in Reneville in Congo-Brazzaville.